# Altarorgel

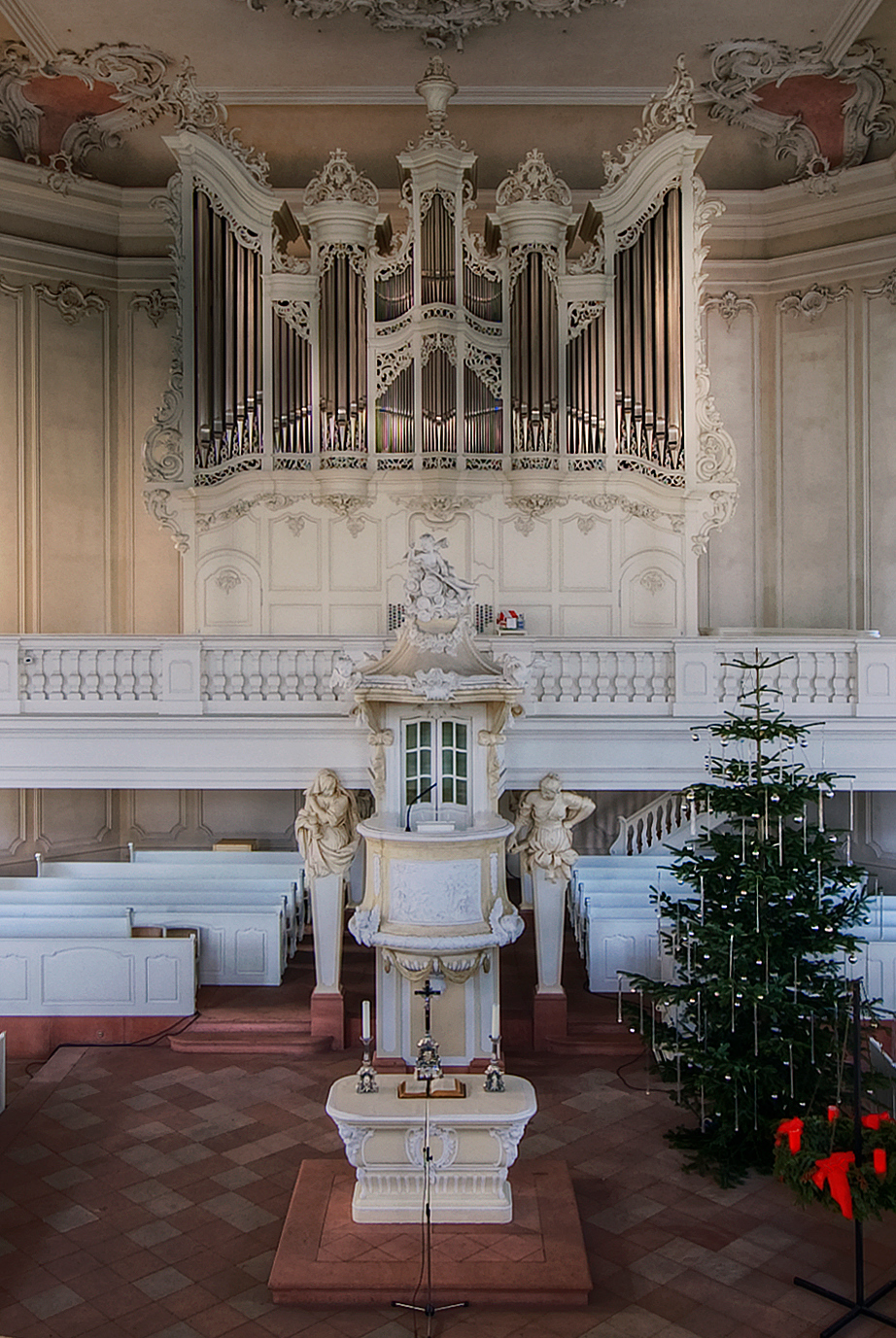
Altarorgel der Ludwigskirche in Saarbrücken

Die Altarorgel ist eine Aufstellungsart der Orgel. Hierbei wird die Kirchenorgel über oder hinter dem Altar auf einer Empore aufgestellt und ist so im direkten Blickfeld der Gemeinde. Der Klang kommt so von vorne auf die Zuhörer herab statt von hinten. Im protestantischen Kirchenbau demonstriert diese Aufstellung über dem Altar die Bedeutung des Instrumentes und der Kirchenmusik für den Gottesdienst (siehe Wiesbadener Programm). 
Berühmte evangelische Kirchen mit Altarorgel sind die Frauenkirche in Dresden und die Ludwigskirche in Saarbrücken. Ein ursprünglich katholisches Beispiel ist die Schlosskapelle von Versailles.